# Zemský plášť

Řez Zemí od jádra k exosféře. Levá část obrázku není ve správném měřítku.

Zemský plášť je jedna z vrstev Země, shora vymezená zemskou kůrou a zespodu zemským jádrem. Z geofyzikálního i geochemického hlediska může být rozdělen na
- svrchní plášť,
- spodní plášť a
- přechodovou zónu, zvanou také Repettiho diskontinuita, která se nachází mezi nimi.[1]

Většinu současných poznatků o plášti se podařilo získat během 20. století podrobnou analýzou příchodů seismických vln. V plášti probíhá neustále plášťová konvekce, která souvisí s deskovou tektonikou a jejíž obraz můžeme získat pomocí seismické tomografie.
Zemský plášť jako celé těleso tvoří přibližně 69 % zemské hmotnosti a 84 % celkového objemu.

## Svrchní plášť
Svrchní plášť je shora, vně ohraničen od zemské kůry Mohorovičićovou diskontinuitou (MOHO), která se rozkládá pod oceány do hloubky 0–20 km a pod kontinenty do hloubky 20–90 km. Spodní hranice (Repettiho diskontinuita) svrchního pláště je přibližně v hloubce 650 km a souvisí s fázovým přechodem v hornině. Průměrná hustota této svrchní části pláště byla určena na 3,27 g/cm³, což umožňuje pohyb nadložních litosférických desek. Předpokládá se, že v hloubkách okolo 100 až 150 km se nachází plastická astenosféra.
Ve svrchním plášti je možno rozlišit tři oblasti:
- Zóna snížené rychlosti – astenosféra, která se rozkládá od 60–250 km. Projevuje se tím, že zbrzďuje procházející zemětřesné vlny.[2]
- Oblast nad prvním fázovým přechodem – alokována je do hloubky cca 400 km. V této vrstvě rychlost seismických vln opět narůstá.
- Oblast mezi prvním a druhým fázovým přechodem – nejčastěji se jako hloubka rozhraní mezi svrchním a spodním pláštěm udává 650 km ± 100 km (samotné rozhraní není sférické, ale deformované díky dynamickým procesům probíhajícím v plášti).

Mineralogické složení svrchního pláště odpovídá strukturám olivínu, pyroxenu, granátu a spinelu. Platí vztah, že s klesající hloubkou se zvyšuje tlak a tak dochází ke změnám v minerálech, kdy se olivín začne přeměňovat na spinel. Se stoupajícím tlakem se může spinel dále měnit na perovskit a magnesiowüstit. Z horninového hlediska je plášť tvořen z andezitu, dacitu a eklogitu.
Podle některých autorů je možný výskyt eklogitové vrstvy mezi svrchním a spodním pláštěm.

## Spodní plášť
Spodní plášť je alokován od hloubky 650 km až k zemskému jádru, tedy přibližně do hloubky 2900 km, od něhož je oddělen Gutenbergovou diskontinuitou. Plášť je tvořen nejspíše silikáty a obohacen o prvky kobalt, hliník a titan. Hustota se pohybuje v rozmezí 4–6 g/cm³. Dochází zde k přeměně gama-spinelu a majoritu na perovskit.
O spodním plášti je známo jen velmi málo údajů. Hlouběji do nitra Země se pak jeví spodní plášť jako chemicky homogenní těleso. Rychlost šíření seismických P vln se zde pohybuje okolo 14 km/s.
Plášť obecně lze zkoumat jen pomocí kosmochemického hlediska, pomocí xenolitů (uzavřenina v magmatu) a magmatů a nebo pomocí petrochemického pohledu.